# Village urbain Mont-Bleu
 (novembre 2024).
Si vous disposez d'ouvrages ou d'articles de référence ou si vous connaissez des sites web de qualité traitant du thème abordé ici, merci de compléter l'article en donnant les références utiles à sa vérifiabilité et en les liant à la section « Notes et références ».
Le village urbain Mont-Bleu est le 10e des 20 villages urbains de Gatineau. Situé dans le secteur Hull, ce village urbain comprend les quartiers de Parc-de-la-Montagne–Saint-Raymond et Mont-Bleu.